# Wojciech Rydzyński
Wojciech Rydzyński herbu Wierzbna (ur. 24 kwietnia 1721 w Smogulcu, zm. 27 lub 28 maja 1770 w Byczynie) – stolnik poznański w latach 1761-1768, podstoli poznański w latach 1756-1761, marszałek konfederacji barskiej województwa poznańskiego w 1768 roku, pułkownik husarii.

## Życiorys
Syn Jana i Eleonory z domu Bnińska. Właściciel majątków w województwie poznańskim i kaliskim: Jeżewo, Frasunek, Werbno, Wrociny, Wycisłowa, Jaworza oraz miasteczko Wyrzysk, a kolejne włości wniosła mu w wianie żona Wojciecha Marianna Teresa z Rogalińskich. Od 1766 roku dzierżawił Dobrzycę z przynależnościami od Augustyna Gorzeńskiego. Poseł na sejm w 1746 roku, a stolnik poznański od roku 1756. Poseł na sejm nadzwyczajny  1761 roku z województwa poznańskiego. U Adama Czartoryskiego był w jego chorągwi husarskiej porucznikiem. Posiadane przez niego majątki w czasie wojny siedmioletniej zostały poważnie przez Rosjan zniszczone. W Wielkopolsce współpracując z biskupem krakowskim Kajetanem Sołtykiem i generałem wielkopolski Jerzym Augustem Mniszchem organizował partię saską. Wetem przekupionego szlachcica Grodzickiego zerwał w 1762 roku sejmik średzki. Konsyliarz konfederacji Czartoryskich w 1764 roku. Poseł na Sejm konwokacyjny 1764 z województwa poznańskiego, przez który do 1766 roku był powołany w skład Komisji Wojskowej Koronnej. Poparł Stanisława Augusta na sejmie elekcyjnym. Poseł województwa poznańskiego na sejm koronacyjny 1764 roku. 
W załączniku do depeszy z 2 października 1767 roku do prezydenta Kolegium Spraw Zagranicznych Imperium Rosyjskiego Nikity Panina, poseł rosyjski Nikołaj Repnin określił go jako posła wątpliwego dla realizacji rosyjskich planów na sejmie 1767 roku, poseł województwa poznańskiego i województwa kaliskiego na sejm 1767 roku.
Rydzyński w Wielkopolsce jako pierwszy podniósł konfederację barską i część oddziałów królewskich podporządkował sobie, które 5 czerwca 1768 roku w Krajnie okrzyknęły go komendantem wielkopolski. 9 czerwca w obozie pod Gębicami nastąpiło zawiązanie konfederacji i Rydzyński został wybrany marszałkiem. Ogłosił uniwersał o poborze rekruta, a 11 czerwca pod Pyzdrami przegrał swą pierwszą potyczkę. W dniu następnym odniósł zwycięstwo pod Raszkowem, gdzie o regiment koronny Joachima Potockiego powiększył swoją 300-osobową partię. 14 czerwca został pobity przez Konstantinowa i Drewitza pod Krotoszynem. 15 czerwca pod Zdunami poniósł klęskę i uciekł na Śląsk. Na terenie Prus miał zamiar zorganizować partię, ale większość jego żołnierzy została wcielona do armii pruskiej, a on sam został aresztowany w Miliczu. Po uiszczeniu 1000 dukatów okupu został w lipcu 1768 roku uwolniony i następnie udał się do Krakowa, gdzie brał udział w obronie miasta z grupą Wielkopolan. Po jego upadku przedarł się w przebraniu do Mołdawii. Przez ucieczkę jego autorytet został w Wielkopolsce zachwiany. Jeszcze 29 grudnia 1768 roku w uchwale zjazdu konińskiego wykazywano oskarżenia o jego braku odpowiedzialności i nieudolność. Rydzyński w Preszowie zasiadał do wiosny 1770 roku w Radzie Szefów Barskich. Później powrócił na Śląsk, gdzie na przełomie maja i czerwca 1770 roku zmarł.